# Кратки, Франтишек
Франтишек Кратки (чеш.  František Krátký; 7 сентября 1851, Садска, Богемия — 20 мая 1924, Колин, Чехословакия) — чешский фотограф. Один из наиболее видных чешских фотографов и зачинателей стереофотографии в Австро-Венгерской империи.

## Биография
Родился в семье живописца и владельца типографии. В 1864—1867 обучался на типографа. В 1872—1873 годах — студент Академии изобразительных искусств в Праге.
В 1880 года переехал в Кёльн, где работал в фотостудии.
Специализировался на создании фотопортретов, съёмке пейзажей и достопримечательностей. Путешествовал по Чехии и Моравии, где создавал стереоскопические фотографии. В 1890 годах совершил ряд путешествий с целью фотографирования на Балканах, во Франции, Италии, Германии, Российской империи и Швейцарии.
Весной 1896 г. отправился в Россию для фотографирования коронации царя Николая II. Помимо коронации снимал Москву, Санкт-Петербург, Новгород и окрестности этих городов..
В 1906 году в Кельне создал свою собственную студию.

## Избранные работы

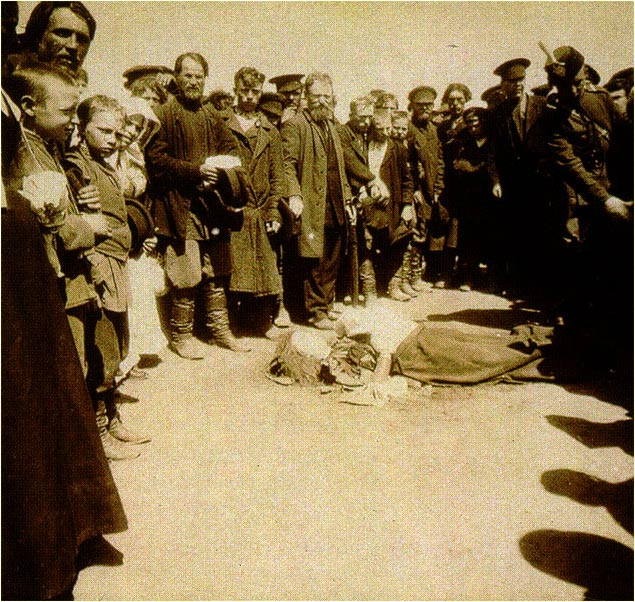
Жертвы трагедии на Ходынском поле, 18 апреля 1896
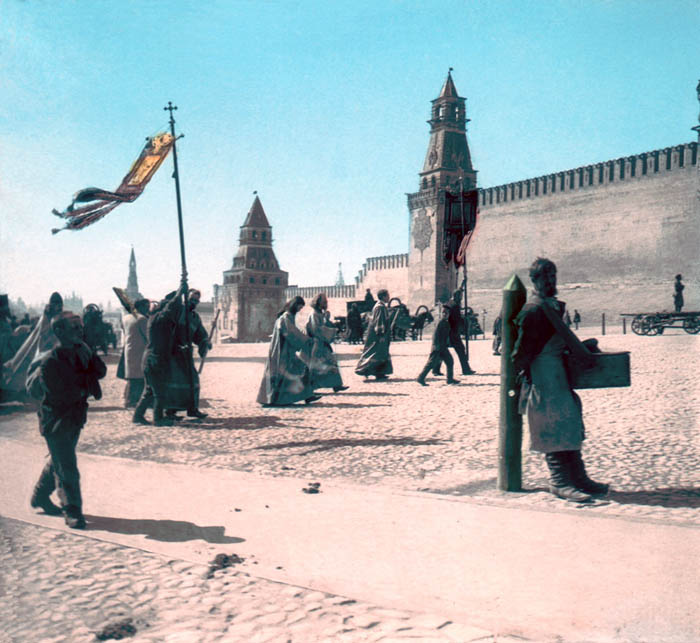
Несение икон. Москва, 1896
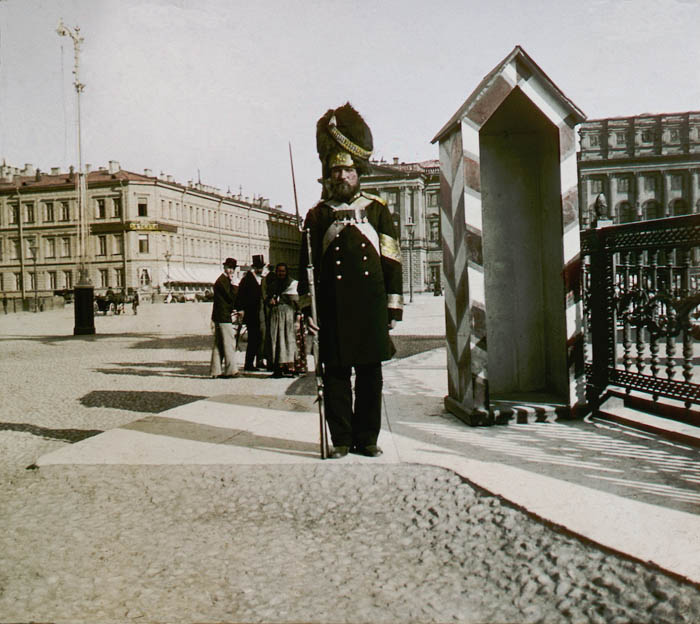
Часовой у памятника Николаю I на Исаакиевской площади в Санкт-Петербурге, 1896
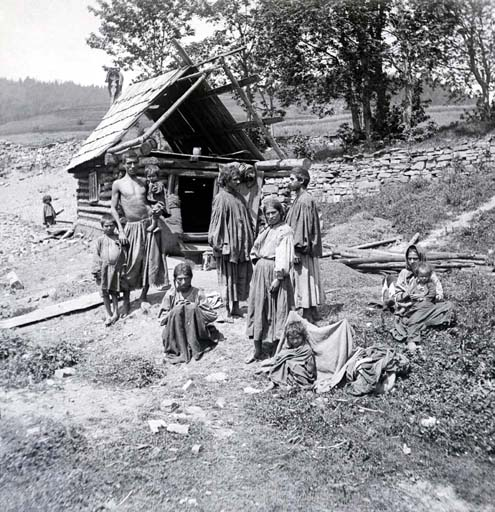
Цыгане, Галич, 1895
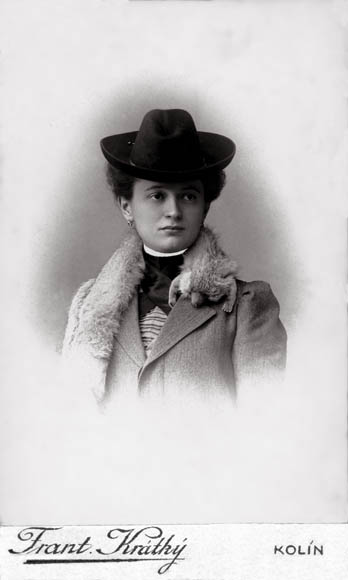
Женский фотопортрет, 1900
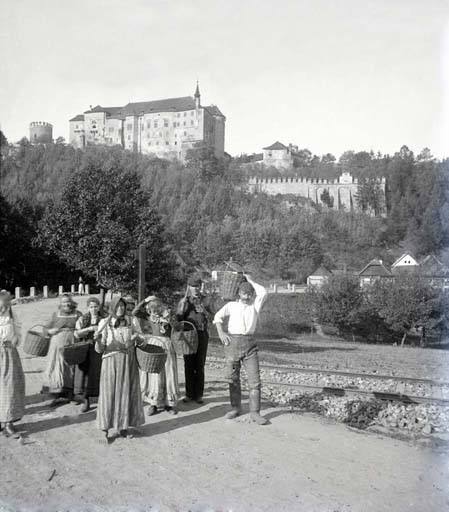
Замок Чески-Штернберк, около 1892
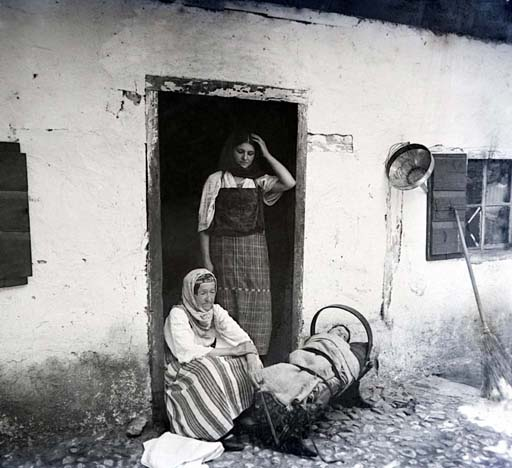
Мать-албанка (Риека), 1897
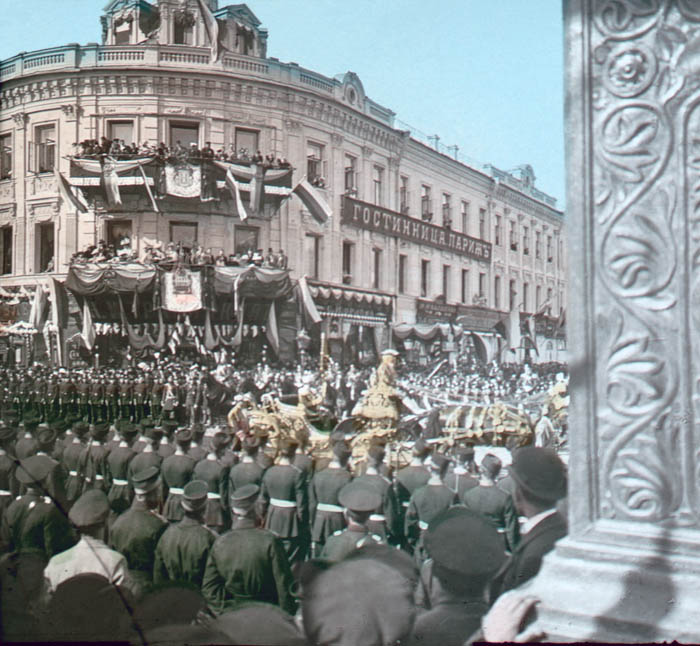
Коронационная процессия Николая II у  петербургского отеля «Париж», 1896
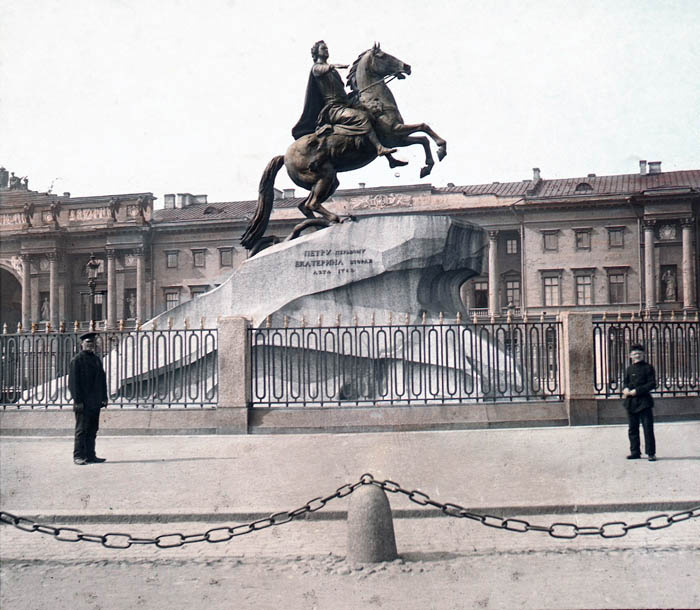
Медный всадник, Санкт-Петербург, 1896
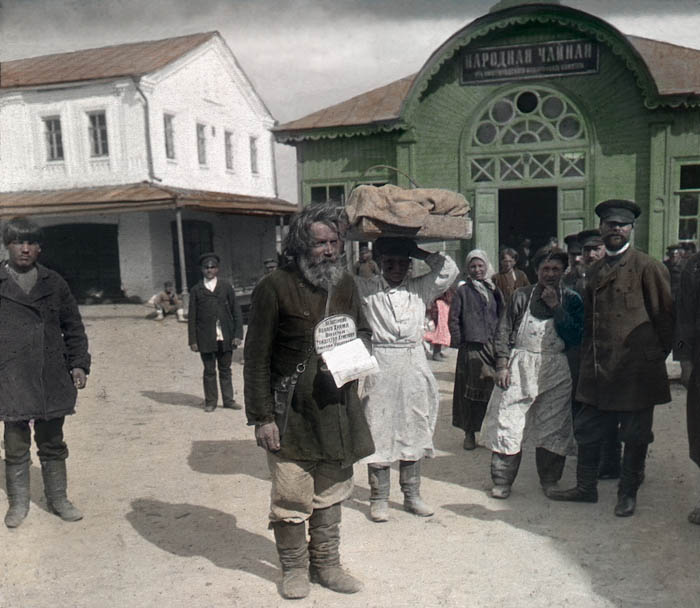
Сборщик благотворительных пожервований, Россия, 1896
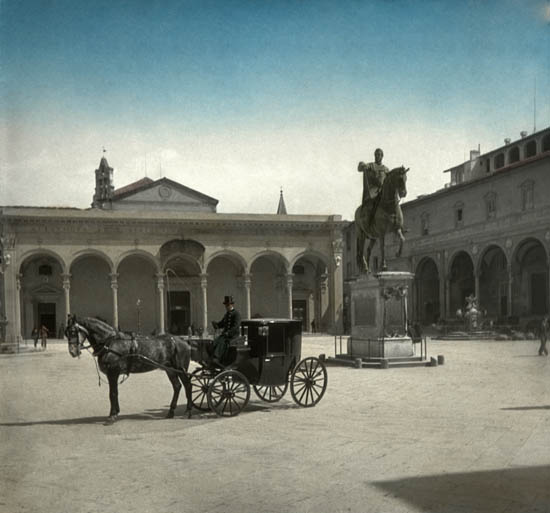
Сантиссима-Аннунциата (Флоренция), 1897
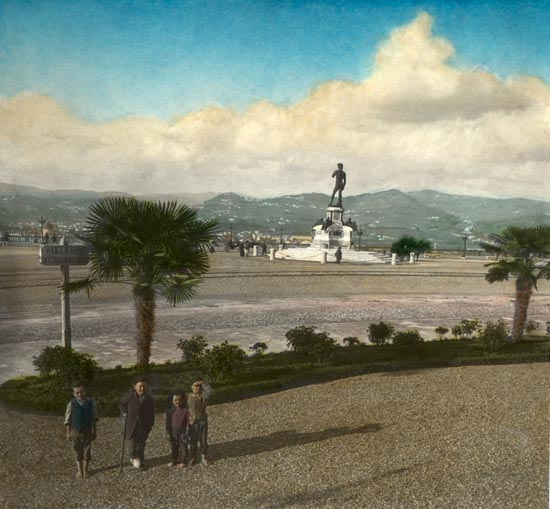
Площадь Микеланджело (Флоренция), 1897